# Wilger Mensonides
Wilger Mensonides (La Haya, Países Bajos, 12 de julio de 1938) es un nadador neerlandés retirado especializado en pruebas de estilo braza, donde consiguió ser medallista de bronce olímpico en 1960 en los 200 metros.

## Carrera deportiva
En los Juegos Olímpicos de Roma 1960 ganó la medalla de bronce en los 200 metros estilo braza, con un tiempo de 2:39.7 segundos, tras el estadounidense Bill Mulliken y el japonés Yoshihiko Osaki.